# Encyclia oxypetala
Encyclia oxypetala es una especie de orquídea epífita endémica de la zona oriental de Cuba.

## Descripción
Planta epífita, de alrededor de 70 cm de altura, con pseudobulbos. Hojas solitarias, coriáceas, de forma linear-lanceolada, que llegan a medir hasta 20cm de largo por 1cm de ancho. La inflorescencia es terminal, 50cm de largo y puede tener hasta 20 flores muy pequeñas  que despiden una fragancia muy suave. Florece desde junio asta agosto.

## Hábitat
Tiene preferencia por lugares moderadamente secos y con cierta exposición a la luz solar. Es bastante abundante en cuales y carrascales.

## Distribución
Esta especie es endémica de la región oriental de Cuba.